# W. C. Fields et moi
Pour plus de détails, voir Fiche technique et Distribution.
W. C. Fields et moi (W. C. Fields and Me) est un film américain d'Arthur Hiller sorti en 1976 avec Rod Steiger dans le rôle de W. C. Fields et Paul Stewart dans le rôle de Florenz Ziegfeld.

## Synopsis
L'histoire commence en 1924 à New York où W. C. Fields participe aux Ziegfeld Follies, et se déroule jusqu'en 1946 avec sa mort en Californie.

## Fiche technique
- Titre original : W. C. Fields and Me
- Réalisation : Arthur Hiller
- Scénario : Bob Merrill d'après un livre de Carlotta Monti et Cy Rice
- Production : Universal Pictures
- Photographie : David M. Walsh
- Musique : Henry Mancini
- Montage : John C. Howard
- Genre : Film biographique[1]
- Durée : 111 minutes
- Dates de sortie: 
  - États-Unis : 31 mars 1976
  - Royaume-Uni : septembre 1976
  - France : 11 janvier 1978
- Affiche : Bill Gold (États-Unis)

## Distribution
- Rod Steiger : W. C. Fields
- Valerie Perrine : Carlotta Monti
- John Marley : Studio Head Bannerman
- Jack Cassidy : John Barrymore
- Bernadette Peters : Melody
- Dana Elcar : Agent Dockstedter
- Paul Stewart : Florenz Ziegfeld
- Billy Barty : Ludwig
- Allan Arbus : Gregory LaCava
- Victor Millan : le traducteur d'espagnol